# Allan Garcês
Allan Quadros Garcês (Belém, 30 de agosto de 1969) é médico, professor e político brasileiro, filiado ao Progressistas (PP). É deputado federal pelo Maranhão, tendo assumido o seu primeiro mandato com a ida de André Fufuca para o Ministério do Esporte em 13 de setembro de 2023.

## Controvérsias

### Impunidade a políticos acusados de assassinato
Em 10 de abril de 2024, o político Allan Garcês foi um dos deputados federais que votou no plenário da Câmara dos Deputados em favor da soltura do deputado Chiquinho Brazão que é acusado pela Polícia Federal de ser mandante do assassinato da ex-vereadora carioca Marielle Franco e, também, de possuir vínculos com organizações criminosas milicianas do Rio de Janeiro.

## Desempenho eleitoral
| Ano  | Eleição               | Partido | Cargo            | Votos  | %     | Resultado  | Ref    |
| ---- | --------------------- | ------- | ---------------- | ------ | ----- | ---------- | ------ |
| 2012 | Municipal de São Luís | PSDB    | Vereador         | 1.330  | 0,26% | Suplente   | [ 7 ]  |
| 2016 | Municipal de São Luís | PMB     | Vereador         | 1.530  | 0,29% | Não Eleito | [ 8 ]  |
| 2018 | Estaduais no Maranhão | PSL     | Deputado federal | 20.288 | 0,62% | Não Eleito | [ 9 ]  |
| 2022 | Estaduais no Maranhão | PP      | Deputado federal | 18.114 | 0,49% | Suplente   | [ 10 ] |